# Александър дел Вал
Александър дел Вал (на френски: Alexandre del Valle) е френски политолог, геополитолог, журналист, автор на множество книги, статии и научни доклади в областта на международните отношения и геополитиката.

## Биография
Дел Вал е роден на 6 септември 1969 година в Марсилия.
Следва военна история, история на политическите институции и националната отбрана в университета „Пол Валери“ в Монпелие, Институт за политически науки в Екс-ан-Прованс и Института за политически науки в Милано.
Защитава докторска дисертация в Университета на Монпелие 3 на тема „Западът и втората деколонизация: индихенизмъм и ислямизъм от Студената война до наши дни“ .

### Професионална кариера
В началото на кариерата си работи като държавен служител във Франция. След това е ангажиран в Европейския парламент в Брюксел, където основава консултантска фирма.
Александър дел Вал е преподавател по геополитика и международните отношения в бизнес школата ESC La Rochelle (Франция).

### Книги
В първата си книга „Ислямизъм и САЩ: един съюз срещу Европа“ (1997), той анализира муджахидините подкрепяни от американското разузнаване по време на войната в Афганистан (1979 – 1989). Дел Вал анализира ролята на Съединените щати да използват ислямистите да се справят със Съветския съюз и предвижда „разширяването на НАТО на Изток да обхване и Украйна, и Прибалтика“, че тази стратегията „предполага всестранно засилване на Турция, въоръжаването є със свръхмодерно оръжие, което може да се сравнява единствено с оръжието, доставяно от САЩ на Израел“. Дел Вал пише: „Опасвайки Русия с този пояс, американците нямат никакво намерение да допуснат създаването на чисто европейска отбрана, тъй като разбират, че това незабавно ще доведе до съюз между Европа на 15-те и Русия и до придвижването на Турция на юг, въпреки наличието на американския хегемонизъм.“
Общо дел Вал публикува седем книги с публицистика, в което той анализира възхода на ислямизма, който той нарича нов вид тоталитаризъм; Западната цивилизация и кризата на Западна идентичност; геополитиката на Турция и кандидатурата на страната за Европейския съюз; както и конфликта в Сирия.
В книгата „Защо убиват християните в света днес: новата християнофобия“ Дел Вал пише, че „постхристиянският“ Запад нито веднъж „не се опита да защити угнетяваните от сунитите християни в Египет, Пакистан, Нигерия или Судан... Нещо повече, натовските държави, които и досега виждат в Русия съветския враг от времето на „студената война“, след 1990 г. неведнъж изпращаха свои войски срещу проруски режими (Сърбия на Милошевич, Ирак на Саддам Хюсейн, Либия на Кадафи и т.н.)... Всичко това отново в знак на „солидарност“ със „съюзниците“ от Персийския залив и организацията „Ислямска конференция“, които изискваха да се защити Босна и Херцеговина, Косово, Кувейт, либийските, а сега и сирийските ислямисти“.
Дел Вал обясня в книгата „Западният комплекс“: „Подобно на всички останали народи, западните хора са жертва на своите собствени идеологически и цивилизационни представи или „форматираност“... Западът сам се вкара в капан, като прие идеологично-утопичните съвременни ценности, основаващи се на скъсване на връзките с миналото и отказ от каквито и да било корени... Днес вината е най-голямата заплаха, която тегне над западните народи; заплаха, задействана от нашите елити с космополитическа коректност, които знаят, че идентичностите са основната пречка пред прогреса на универсалистката империя на Мак-света“. Дел Вал смята, че „този западен комплекс е много опасен, тъй като изпитва ненавист към себе си, култура на малоуважаване, настояща социална патология, от която трябва да се излекува спешно.“

## Публикации
- La Maronité politique, Le système confessionnel libanais et la guerre civile, IEP d'Aix-en-Provence, 1992 (mémoire).
- Statut légal des minorités religieuses en terres d'Islam, Faculté de droit d'Aix-en-Provence, 1993 (mémoire).
- La Théorie des élites, Faculté de Sciences politiques de Milan, 1993 (mémoire de DEA en histoire des doctrines politiques et des institutions politiques).
- Islamisme et États-Unis, une alliance contre l'Europe („Ислямизъм и САЩ: един съюз срещу Европа“), L'Âge d'Homme, 1997 (ISBN 2-8251-1060-4). versions italienne et serbo-croate.
- Une idée certaine de la France (ouvr coll), Sous la direction d'Alain Griotteray, 1999, France-Empire, 1998.
- Guerres contre l'Europe : Bosnie, Kosovo, Tchétchénie („Войни срещу Европа: Босна, Косово, Чечня“), Les Syrtes, 2001 (ISBN 2-84545-045-1). (versions espagnoles, brésilienne, portugaise, italienne et serbo-croate).
- Quel avenir pour les Balkans après la guerre du Kosovo, Paneuropa/L'Age d'Homme, 2000.
- Le Totalitarisme islamiste à l'assaut des démocraties („Ислямистки тоталитаризма атакува демокрации“), Les Syrtes, 2002.
- La Turquie dans l'Europe : un cheval de Troie islamiste? („Турция в Европа: ислямистки троянски кон?“), Les Syrtes, 2004 (ISBN 2-84545-093-1).
- Le Dilemme turc, ou les vrais enjeux de la candidature d'Ankara avec Emmanuel Razavi, Les Syrtes (ISBN 2-84545-116-4).
- Frères musulmans. Dans l'ombre d'Al Qaeda, Jean-Cyrille Godefroy, 2005 (ISBN 2-86553-179-1), préface d'Emmanuel Razavi.
- Perché la Turchia non può entrare nell'Unione europea, Guerini ed Associati, Milan, 2009 (préface de Roberto de Mattei).
- I Rossi, Neri, Verdi: la convergenza degli Estremi opposti, Lindau, 2009, Turin (préface Magdi Allam).
- Pourquoi on tue des chrétiens dans le monde aujourd'hui? : La nouvelle christianophobie („Защо убиват християните в света днес: новата християнофобия“), Maxima Laurent du Mesnil 2011 (préface Denis Tillinac)
- Le complexe occidental : Petit traité de déculpabilisation („Западният комплекс“), L'artilleur, Toucan Essais, 2014.
- Le Chaos syrien, printemps arabes et minorités face à l'islamisme („Сирийски хаос: Арабската пролет и малцинства под заплаха от ислямизъм“), Dhow, 2014.